# Katja (namn)
För andra betydelser, se Katja.

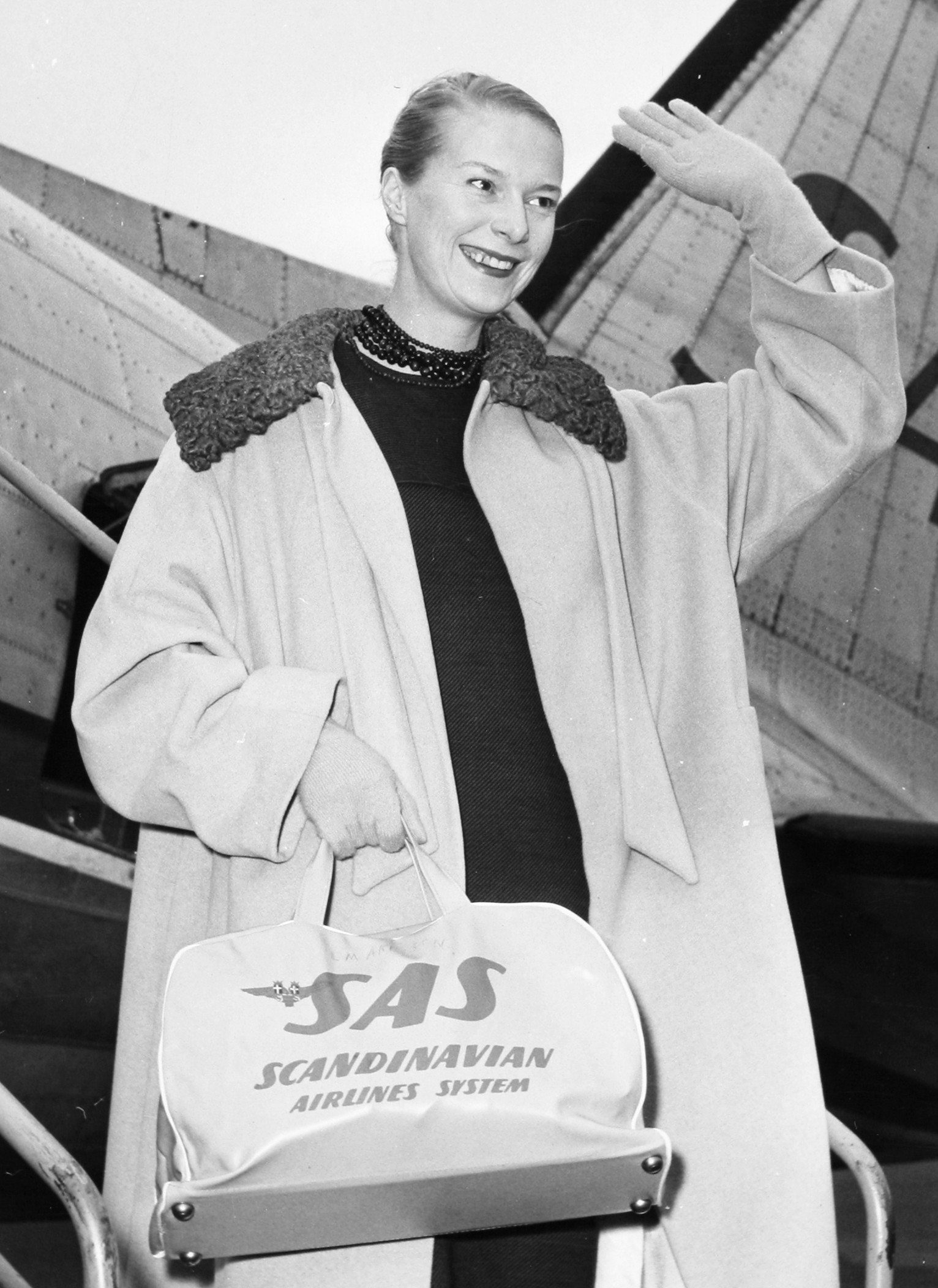
Katja Geiger, 1957.

Katja eller Katia är ett kvinnonamn med namnsdag 25 november. Ursprunget är ryskt och det betyder 'lilla Katarina'. Katarina är en kortform av den ryska Jekaterina, som betyder "den kyska". I engelskspråkiga länder stavas namnet vanligen Katya.
Katja har först på senare år fått en mer allmän utbredning i Sverige. I början av 70-talet var namnet fortfarande mycket ovanligt, men på 90-talet var det flera år ett av de 200 vanligaste tilltalsnamnen.
31 december 2005 fanns det totalt 2 595 personer i Sverige med namnet Katja varav 2 094 med det som tilltalsnamn.
År 2003 fick 22 flickor namnet, varav 18 fick det som tilltalsnamn. 
Namnsdag i Sverige: 25 november, (1986-1992: 8 juli, 1993-2000: 5 november). I den finlandssvenska namnsdagslängden har Katja namnsdag 25 november sedan 1995.

## Personer med namnet Katja/Katia
- Katja Beer, tysk skidskytt
- Katia Budanova, rysk stridspilot
- Katja Ebstein, tysk sångerska
- Katja Geiger, modeskapare Katja of Sweden
- Katja Medbøe, norsk skådespelerska och manusförfattare
- Katja Ottosson, deltagare i Fame Factory
- Katia Ricciarelli, italiensk operasångerska
- Katja Sjtjekina, rysk fotomodell